# گمینا بلاخوونیا
گمینا بلاخوونیا (به لهستانی:  Gmina Blachownia) یک گمینا در لهستان است که در شهرستان چنستوخووا واقع شده‌است. گمینا بلاخوونیا ۶۷٫۲۱ کیلومتر مربع مساحت و ۱۳٬۳۲۹ نفر جمعیت دارد.